# 毛黑壳楠
毛黑壳楠（学名：Lindera megaphylla f. trichoclada）为樟科山胡椒属黑壳楠下的一个变型。

## 扩展阅读
- 維基物種上的相關：毛黑壳楠